# Delitto e castigo (album)
Delitto e castigo è l'ottavo album di Cristiano Malgioglio prodotto dalla Nar International.
Il disco è anticipato dal singolo Delitto e castigo che sarà poi ripreso da Milva col titolo La notte dei miracoli nel suo album Uomini addosso del 1993, con testo riscritto dallo stesso Malgioglio.
Contiene la cover del brano Wonderful Life di Black e una versione in chiave moderna del celebre brano Anema e core portato al successo da Tito Schipa negli anni cinquanta. Curiosamente il brano è presente due volte nel disco, nel lato A col titolo Anema e core e nel lato B col titolo How wonderful to know, ma il brano è esattamente uguale.
Nel brano Lolita duetta con la corista Paola Folli, in seguito collaboratrice del gruppo Elio e le Storie Tese, e oggi vocal coach ad X-Factor.

## Tracce
1. Delitto e castigo (C. Malgioglio, Maurizio Piccoli)
2. Anema e core (T. Manlio, S. Esposito, K. Goell)
3. Che fine ha fatto Cenerentola (C. Malgioglio, Corrado Castellari, Ungheriano)
4. Zucchero miele veleno (C. Malgioglio, C. Castellari)
5. Mia cara delinquente (C. Malgioglio, C. Castellari, Ungheriano)
6. Lolita (C. Malgioglio, Maessen, Verhees)
7. Con l'amore addosso (Wonderful life) (testo italiano di C. Malgioglio) (Colin Vearncombe)
8. Le grandi solitudini (C. Malgioglio, M. Piccoli)
9. How wonderful to know (Anema e core) (T. Manlio, S. Esposito, K. Goell)
10. Anima gitana (C. Malgioglio, R. Buti)